# 吉濱站 (愛知縣)
吉濱站（日语：／ Yoshihama eki */?）是一個位於日本愛知縣高濱市屋敷町，屬於名古屋鐵道（名鐵）三河線的鐵路車站。車站編號為MU05。可使用manaca。

## 車站構造
側式月台1面1線的地面車站。
| 月台 | 路線           | 方向 | 目的地 |
| ---- | -------------- | ---- | ------ |
| 1    | 三河線（海線） | 下行 | 往知立 |
| 2    | 三河線（海線） | 上行 | 往碧南 |

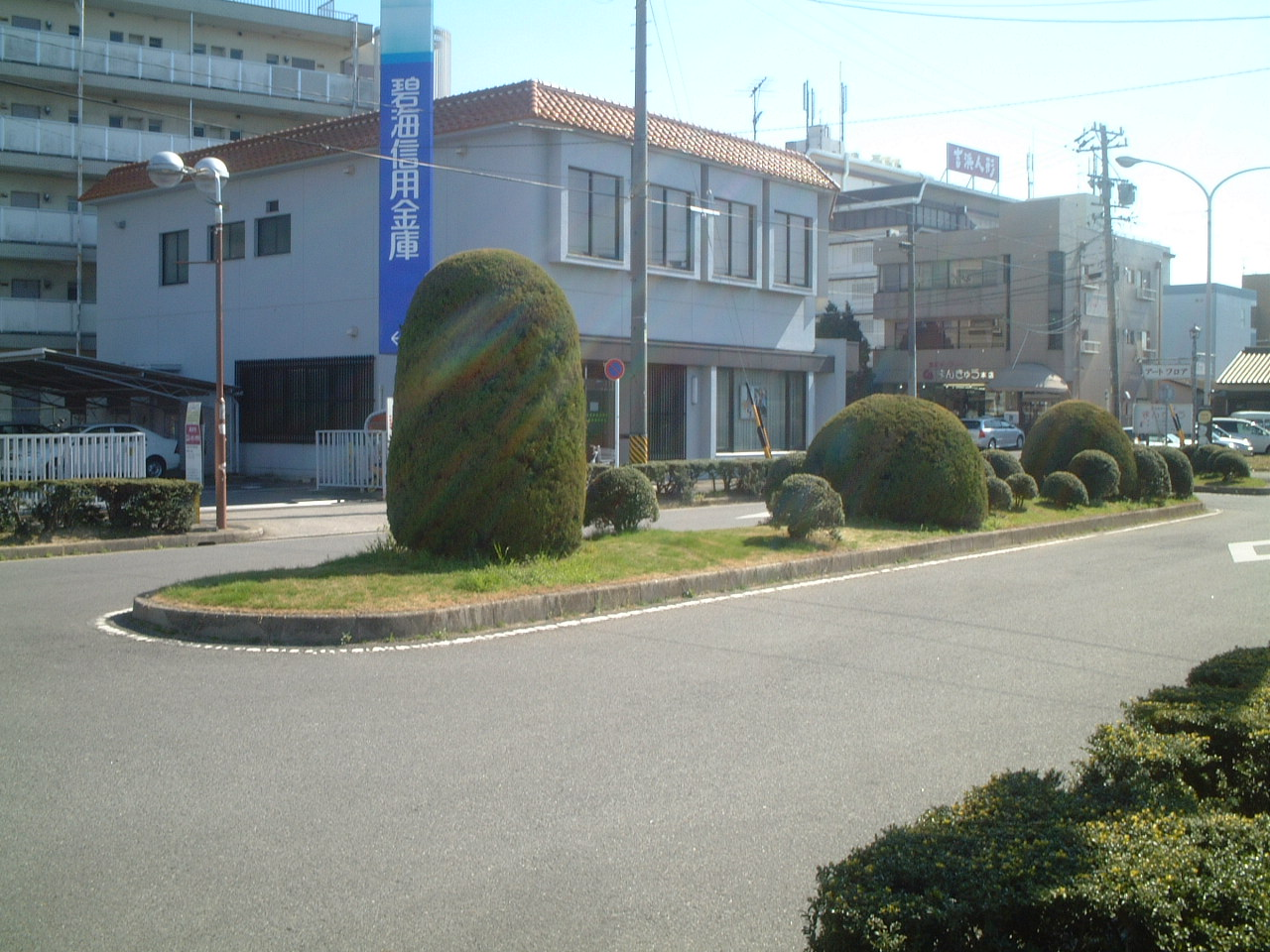
站前廣場
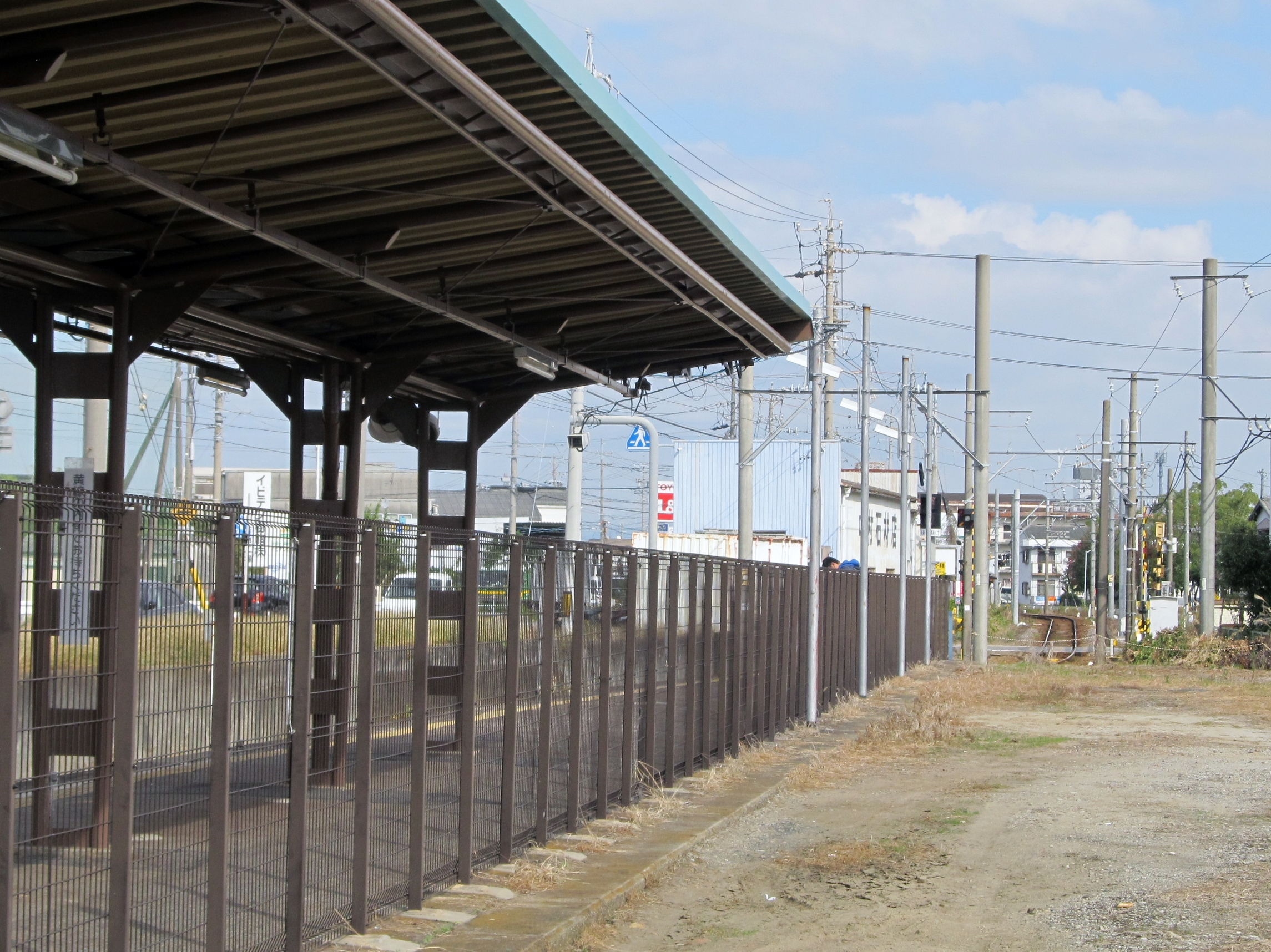
棒線化廢除時月台的一側
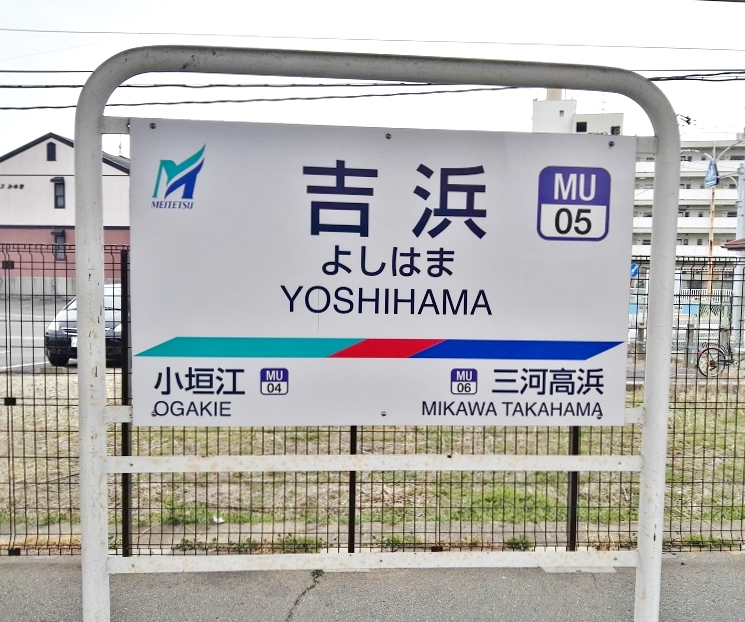
站名牌

### 配線圖
| ← 刈谷、 知立方向 | 吉濱站 構內配線略圖 | → 三河高濱、 碧南方向 |
| 图例 参考文献：   |                     |                       |

## 使用情況
| 年度               | 1日平均 上下車人次 |
| ------------------ | ------------------ |
| 1999年（平成11年） | 1,693              |
| 2000年（平成12年） | 1,740              |
| 2001年（平成13年） | 1,763              |
| 2002年（平成14年） | 1,786              |
| 2003年（平成15年） | 1,701              |
| 2004年（平成16年） | 1,780              |
| 2005年（平成17年） | 1,929              |
| 2006年（平成18年） | 2,094              |
| 2007年（平成19年） | 2,266              |
| 2008年（平成20年） | 2,285              |
| 2009年（平成21年） | 2,262              |
| 2010年（平成22年） | 2,337              |
| 2011年（平成23年） | 2,443              |
| 2012年（平成24年） | 2,555              |
| 2013年（平成25年） | 2,715              |
| 2014年（平成26年） | 2,764              |
| 2015年（平成27年） | 2,861              |
| 2016年（平成28年） | 2,852              |
| 2017年（平成29年） | 2,997              |
| 2018年（平成30年） | 3,041              |

## 相鄰車站
名古屋鐵道
 三河線（海線）
小垣江（MU04）－吉濱（MU05）－三河高濱（MU06）

### 來源
1. ↑  清水武. . 鉄道ピクトリアル (電気車研究会). 1971-01, 246: 64.
2. ↑  太田貴之. . 鉄道ピクトリアル (電気車研究会). 2009-03, 816: 38.
3. ↑  三河線 路線・駅情報 - 電車のご利用案内 （页面存档备份，存于）、2019年4月2日閲覧
4. 1 2  駅時刻表：名古屋鉄道・名鉄バス （页面存档备份，存于）、2018年2月24日閲覧
5. ↑  川島令三 2009，第12頁.

## 外部連結
- 吉濱 - 名古屋鐵道